# Майльберг
Майльберг (нем. Mailberg) — ярмарочная коммуна (нем. Marktgemeinde) в Австрии, в федеральной земле Нижняя Австрия. 
Входит в состав округа Холлабрун.  Население составляет 595 человек (на 31 декабря 2005 года). Занимает площадь 15,74 км². Официальный код  —  3 10 25.

## Политическая ситуация
Бургомистр коммуны — Херберт Гольдингер (СДПА) по результатам выборов 2005 года.
Совет представителей коммуны (нем. Gemeinderat) состоит из 15 мест.
- СДПА занимает 11 мест.
- АНП занимает 4 места.